# Иллирийские войны
Во время Иллирийских войн 229 до н. э. — 228 до н. э. и 220 до н. э. — 219 до н. э., Рим захватил иллирийские поселения в долине Неретвы и уничтожил пиратство на Адриатике, мешавшее римской торговле. Было проведено две военных кампании: первая — против царицы Тевты, вторая — против Деметрия Фаросского.

## Первая Иллирийская война
В 30-х годах III века до н. э. после победы Рима в I Пунической войне активизировалась римская морская торговля. Однако, коммерция изрядно страдала от пиратства на Адриатике, чему способствовало и природные условия Иллирии: извилистая береговая линия с многочисленными островами и удобными бухтами, позволявшие местным жителям совершать набеги на берега Балканского полуострова и Италии, передвигаясь по Адриатическому и Ионическому морям.
На базе этого местные племена начали объединение в единое государство, достигшего расцвета при царе Агроне. К 230 до н. э. он захватил часть Эпира, Эпидамн, острова Фар и Керкиру (Корфу) и стремился дальше на север. Для защиты от возможных нападений монарх заключил союз с царём Македонии Деметрием II.
Сенат направил к Агрону послов с требованием прекратить грабежи италийских купцов, в ходе переговоров они повздорили с его второй женой Тевтой, и на обратном пути один из них был убит пиратами. Весной 229 года до н. э. Тевта направила флот к Керкире, которую в итоге удалось захватить.
Римляне начали войну одновременно на суше и на море. В начале войны умер царь Агрон, и у власти оказался его малолетний сын от первого брака Пинна, а регентом при нём — Тевта. Римский флот из 200 судов появился в восточных водах, а рядом с Аполлонией высадилась армия из 22 тыс. человек. Македония не могла ничем помочь союзнику из-за смерти Деметрия II, оставившего наследником 9-летнего сына Филиппа V. Римский флот появился и у Керкиры, которому сдал город перебежчик и начальник иллирийского гарнизона грек Деметрий Фаросский. После этого остальные греческие города адриатического побережья (Аполлония, Эпидамн и др.) также отдались под защиту римлян, покорность выразили и некоторые соседние варварские города. Тевта была вынуждена бежать в глубь страны. Осенью 229 года до н. э. один из консулов с большей частью римских сил уже смог вернуться в Италию, пока второй зимовал в Иллирии.
Весной 228 года до н. э. Тевта подписала мир, по которому отказалась от захваченных римлянами областей, городов и островов адриатического побережья, обязалась уплатить контрибуцию и обещала, что иллирийские суда не будут спускаться южнее Лиссы (к северу от Отрантского пролива). Часть территории Рим передал Деметрию Фаросскому, оставшиеся города (Керкира, Аполлония, Эпидамна и др.) хотя и считались «сдавшимися» (лат. dediticii), пользовались внутренней самостоятельностью и не платили налогов, от них требовались только вспомогательные войска.

## Вторая Иллирийская война
В ходе регентства Антигона Досона Македония смогла расширить свою власть почти на весь Пелопоннес, что сказалось на действиях Деметрия Фаросского, после смерти (или отречения от престола) Тевты ставшего правителем принадлежавшей ей части Иллирии.
В конце 220-х годов до н. э. он выступил в Греции открытым союзником Антигона, и, после отсутствия реакции со стороны сената, в 220 году до н. э. выдвинул пиратский флот к греческим водам.
На следующий год большой римский флот и армия снова появились в Адриатике под командой обоих консулов. Македония снова не смогла помочь своему союзнику в этом регионе, и Деметрий решил начать войну на истощение, разместив войска в укреплённых пунктах. Однако римлянам удалось быстро взять две его сильнейшие крепости, после чего он бежал к Филиппу. Его владения в Иллирии, по-видимому, перешли под протекторат Рима, аналогично событиям 228 года до н. э.

## Последствия
Окончательно Иллирия была завоёвана в 168 году до н. э. Потребовалось около сорока лет, чтобы сделать Иллирию провинцией и ещё около ста лет, чтобы усмирить все прибрежные племена.
В ходе войн римляне столкнулись лёгкими и быстроходными судами иллирийского племени либурнов. Вероятно, уже тогда их начали принимать на вооружение, захватывая в качестве трофеев и стараясь копировать. Впоследствии этот тип корабля, получивший название либурнской галеры, или либурны стал обычным во флоте Древнего Рима.